# Ranma ½
Ranma ½ (らんま½?, Ranma ni bun no ichi, lett. "Ranma un-mezzo" o "Ranma mezzo", pronunciato /'ɽãm.ma/) è un manga scritto e disegnato da Rumiko Takahashi, serializzato sulla rivista Weekly Shōnen Sunday di Shōgakukan dal 19 agosto 1987 al 6 marzo 1996.
Dal manga sono state tratte due serie anime prodotte da Studio Deen e trasmesse in Giappone su Fuji TV dal 15 aprile 1989 al 16 settembre 1992, per un totale di 161 episodi. Inoltre sono stati prodotti due film d'animazione, degli OAV e un adattamento live action per la televisione.
Nel 2024 è stata prodotta una nuova serie anime a cura di MAPPA, trasmessa a partire dal 5 ottobre dello stesso anno su Nippon Television e Netflix.
In Italia il manga è stato pubblicato prima da Granata Press negli anni novanta con una suddivisione dei capitoli diversa da quella originale, poi da Star Comics in cui la suddivisione rispetta quella dell'edizione originale giapponese.
L'anime del 1989 è stato distribuito da Dynamic Italia (poi Dynit) in VHS e DVD e trasmesso dal 1995 al 2005 su diverse emittenti televisive.

## Trama

Copertina del primo volume dell'edizione italiana (Neverland), raffigurante il protagonista Ranma, il padre Genma Saotome e P-chan

La famiglia Tendo-Saotome con l'aggiunta di Tatewaki Kuno, eterno nemico di Ranma, nel film Ranma ½: Ranma contro la leggendaria fenice

Ranma Saotome è un giovane sedicenne esperto di arti marziali afflitto da una singolare maledizione: durante un allenamento in Cina, lui e suo padre sono caduti nelle Sorgenti Maledette di Jusenkyo. Chiunque cada in una di queste sorgenti, non appena entra a contatto con l'acqua fredda, è destinato a trasformarsi nell'animale o nella persona che vi annegò centinaia o migliaia di anni prima; al contrario per ritornare al proprio aspetto originale bisogna bagnarsi con dell'acqua calda. Genma Saotome, il padre di Ranma, cade nella sorgente in cui era annegato un panda gigante, mentre Ranma in quella in cui era annegata una ragazza. Ranma è inoltre affetto da una debilitante fobia dei gatti che lo rende in grado di diventare, anche se solo mentalmente, un gatto egli stesso nel comportamento e nelle movenze (ma non nell'aspetto).
In Giappone, a Nerima, Soun Tendo (amico di vecchia data di Genma) informa le sue tre figlie (la diciannovenne Kasumi, la diciassettenne Nabiki e la sedicenne Akane) che una di loro dovrà sposare Ranma (di cui non avevano mai sentito parlare) per assicurare il futuro del dojo Tendo. Quando, con gran fragore, in casa Tendo arrivano un panda e una ragazza, Soun crede che Ranma sia in realtà una donna e sviene. Akane, sollevata, chiede amichevolmente a Ranma-ragazza se vuole allenarsi insieme a lei in palestra. Sconfitta, commenta «Per fortuna sei una ragazza!! Non sopporterei di essere stata battuta da un maschio!». Questa frase lascia silenziosa la nuova arrivata.
Il segreto di Ranma viene scoperto più tardi dalla stessa Akane: Ranma, riacquistate le sembianze di ragazzo grazie ad un bagno caldo, esce dalla vasca proprio mentre entra Akane. Dopo le spiegazioni di Genma sulla maledizione subita, le due sorelle maggiori candidano per il fidanzamento Akane, giustificandosi con la frase: «Tu odi i ragazzi e Ranma è tale solo per metà». Akane è però furiosa per l'accaduto e lei e Ranma si mettono a litigare, finché agli insulti del ragazzo lei non gli tira il tavolo in testa. Ranma è ufficialmente da questo momento fidanzato con Akane, ma i guai per i due sono appena cominciati.
A scuola, Kuno Tatewaki, innamorato di Akane, vuole sconfiggerlo per rompere il fidanzamento. Lo sfortunato Kuno si innamorerà però anche della versione femminile di Ranma soprannominandola "ragazza con il codino" (Osage no Onna). Kodachi Kuno la Rosa Nera, sorella di Tatewaki, s'innamora invece di Ranma ragazzo. Oltre a lei si faranno avanti nella storia diverse altre presunte fidanzate: l'amazzone cinese Shampoo e Ukyo Kuonji, amica d'infanzia di Ranma. Ryoga Hibiki è un rivale storico di Ranma e non possiede il minimo senso dell'orientamento. Ha in mente un solo obiettivo: vendicarsi di Ranma per averlo fatto cadere nelle sorgenti maledette, che lo costringono a trasformarsi in un porcellino nero. Conosciuta Akane se ne invaghisce perdutamente, e come porcellino diventerà anche il suo animaletto domestico, P-chan.
La storia dunque ruota tutta attorno a Ranma, che è richiesto sia dalle ragazze che dai ragazzi, sulle sue trasformazioni e sul rapporto difficile con Akane, tra combattimenti di tutti i tipi ma mai troppo violenti, personaggi bizzarri, intrecci sentimentali e i continui tentativi del protagonista di tornare un giorno a essere un ragazzo normale.

## Ambientazione
Ranma ½ si svolge prevalentemente a Tokyo, nel quartiere di Nerima, per la precisione nella zona di Furinkan. I luoghi che maggiormente compaiono nella serie sono la casa e la palestra della famiglia Tendo, e l'istituto superiore Furinkan (scuola frequentata da Ranma, Akane e altri personaggi). Altri siti spesso apparsi sono la clinica del Dr.Tofu,  la locanda di Shampoo, il ristorante okonomiyaki di Ukyo e la residenza della famiglia Kuno.
In Ranma ½ le arti marziali sono spesso parodie delle arti marziali vere e proprie. La scuola indiscriminata di arti marziali (Musabetsu Kakutō Ryū) è praticata da Ranma, Akane, Genma, Soun ed Happosai. Si tratta di una scuola aperta alla conoscenza di ogni stile di combattimento.

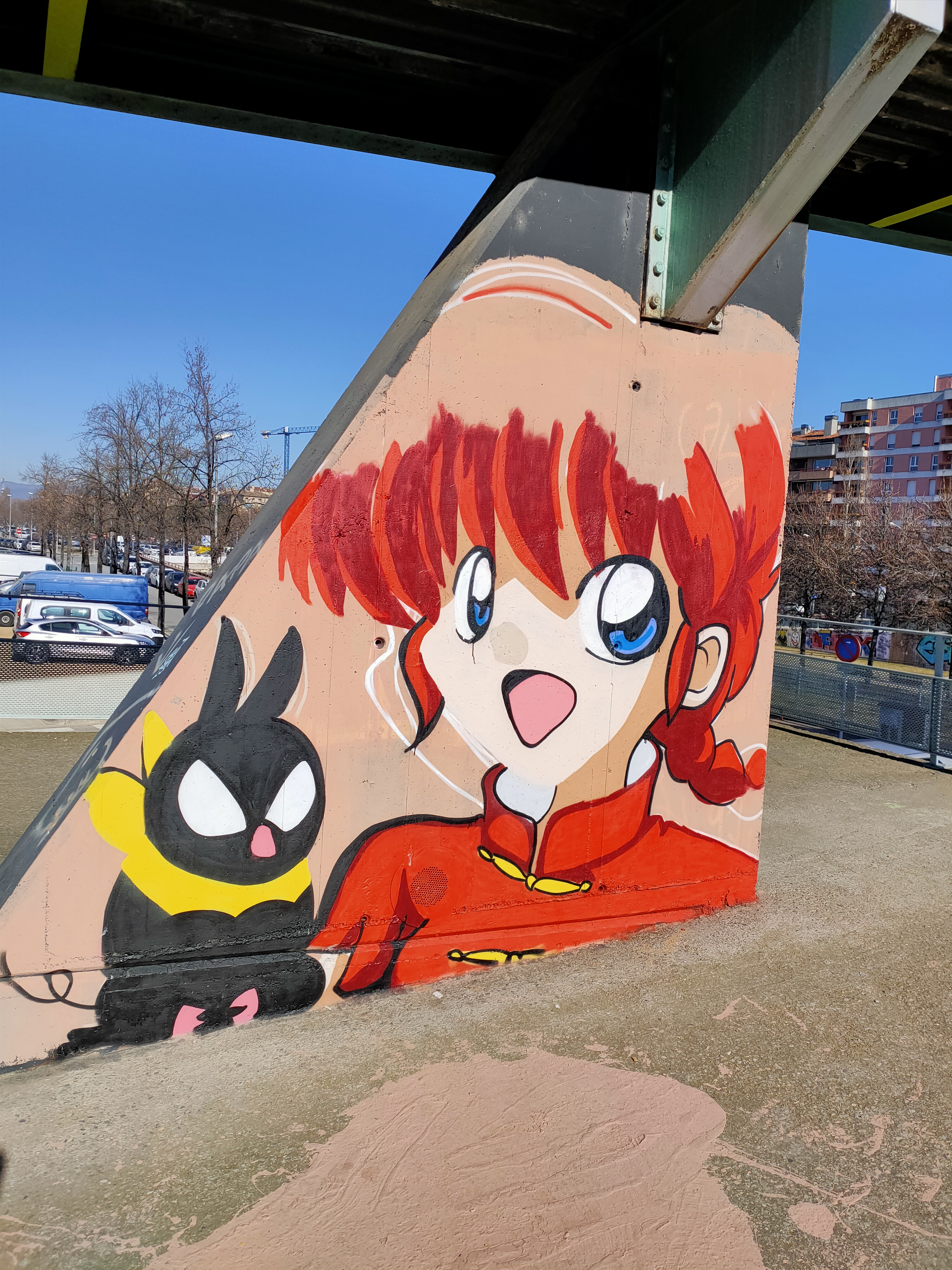
Ranma ragazza e P-Chan raffigurati in un murale

## Creazione e sviluppo
La serializzazione di Ranma iniziò dopo la chiusura di Lamù avvenuta nel febbraio del 1987. Rumiko Takahashi aveva in mente da tempo di fare un manga d’ambientazione scolastica sulle arti marziali. L’autrice volle discostarsi dai suoi precedenti lavori scegliendo un protagonista maschile e lo rese ermafrodito, ritenendo che in tal modo avrebbe generato più situazioni comiche.

### Origine del nome
Il nome Ranma  (乱馬 in kanji, ランマ in katakana e らんま in hiragana?) significa "confusione", "cavallo spericolato" od "avventato" in giapponese: per questo l'autrice l'ha scelto per il protagonista di questo suo manga, caratterizzato proprio da una grande caoticità. Il nome Ranma fu scelto dalla Takahashi anche perché molto raro e può essere dato sia a uomini che a donne.

## Manga
Ranma ½ è stato serializzato sulla rivista Weekly Shōnen Sunday di Shōgakukan a partire dal numero 36 del 1987, pubblicato il 19 agosto dello stesso anno. La serializzazione, con episodi a cadenza settimanale, terminò con la pubblicazione dell'ultimo capitolo sul numero 12 del 6 marzo 1996; successivamente, come di consueto in Giappone, i vari episodi sono stati raccolti in 38 tankōbon. Dal 18 aprile 2002 al 18 ottobre 2003 il manga è stato ripubblicato in 38 shinsōban, mentre dal 15 luglio 2016 al 18 gennaio 2018 è stato ristampato in 20 volumi wideban nella collana Shōnen Sunday Comics Special.
La prima edizione nordamericana di Ranma è stata curata, nel 1992, da Viz Media, la quale l'ha proposto inizialmente a gruppi di due capitoli in spillati; in seguito Viz l'ha distribuito in 21 volumi brossurati tra il 5 giugno 1995 e il 15 gennaio 2003, per poi ristamparlo in 36 volumi tra il 7 maggio 2003 e il 14 novembre 2006. Tra il 2014 e il 2016 la casa editrice ha ripubblicato il manga in 18 volumi, ognuno dei quali raccoglie 2 albi dell'edizione precedente.
In Francia il manga è stato pubblicato per la prima volta da Glénat tra il febbraio 1994 e il settembre 2002, in un'edizione col senso di lettura occidentale. Sempre Glénat ha distribuito l'edizione wideban a partire dall'ottobre 2017.

### Edizione italiana

Copertina del volume 16 della seconda edizione italiana

In Italia uno dei primi episodi del fumetto, tradotto in italiano, ha fatto la sua prima apparizione sulla fanzine Mangazine, nel n. 4 del 1990. Nella prima metà degli anni novanta i diritti Ranma vennero acquistati dalla Granata Press, la quale pubblicò la serie a partire dal settembre 1992 sempre su Mangazine (nel frattempo diventata rivista) al ritmo di un capitolo al mese. La traduzione dell'edizione Granata fu realizzata basandosi principalmente sull'edizione nordamericana in quanto, a detta della casa editrice, «[...] Ranma ½  è assolutamente intraducibile dal giapponese». Alcuni capitoli pubblicati in rivista furono raccolti in volumetti brossurati nella collana Paperback Manga. Tra il maggio e l'agosto del 1995 vennero nuovamente pubblicati nella collana Manga Hero.
Il fallimento della Granata Press interruppe la pubblicazione al capitolo 49. La serie venne poi riproposta da Star Comics, che la ripubblicò in 53 albi, di dimensione inferiore ai volumi originali giapponesi e col senso di lettura occidentale, sotto la testata Neverland dal 1º giugno 1996 al 1º ottobre 1998. In seguito l'intera serie è stata ristampata sulla testata Greatest, sempre di Star Comics, in 38 volumi corrispondenti ai tankōbon originali, dal 1º maggio 2001 al 3 giugno 2004, con lettura all'occidentale; ciò può essere dovuto al fatto che i diritti italiani per la pubblicazione di Ranma sono stati ottenuti attraverso l'edizione americana della Viz Media. Dal 2 novembre 2017 al 5 giugno 2019 sono stati pubblicati sulla testata Neverland i 20 volumi dell'edizione wideban, col nome di Ranma ½ New Edition. Nel 2020 Star Comics ha raccolto questi volumi in cinque cofanetti, denominati Ranma ½ Collection.

## Anime (serie 1989)
Fuji Television, Kitty Film e Shogakukan hanno prodotto due serie televisive composte da 161 episodi suddivisi in sette stagioni; a questi vanno aggiunti 3 film, 3 OAV da due episodi ognuno, 1 OAV Special contenente due episodi e 1 OAV Super da tre episodi (per un totale quindi di 11 OAV e 3 film).

### Serie televisiva

Copertina del primo DVD dell'edizione italiana, raffigurante il protagonista Ranma (in versione sia maschile che femminile)

La prima serie, di nome Ranma Nibun no ichi, venne trasmessa per la prima volta su Fuji TV dal 15 aprile 1989, ogni sabato alle 19.30; venne però cancellata dopo 18 episodi, il 16 settembre dello stesso anno, a causa dei bassi ascolti.  Dopo un mese iniziò la messa in onda delle puntate della seconda serie (Ranma ½ Nettōhen), questa volta trasmesse ogni venerdì alle 17.30 e con un budget ridimensionato. Nettōhen andò in onda dal 20 ottobre 1989 al 25 settembre 1992 per 143 episodi. Spesso il character designer della prima serie viene erroneamente indicato come Akemi Takada che invece non ha mai preso parte nella realizzazione di Ranma ½. Nelle edizioni estere, le due serie sono state presentate come un'unica produzione in 161 episodi complessivi.
La serie televisiva termina con un finale provvisorio, che ricalca fedelmente un episodio del manga (il primo incontro di Ranma con la madre, che conclude il 22° volumetto); gli OAV e il terzo film, successivi alla fine della serie in tv, presentano episodi che continuano la storia ma non propongono un finale definitivo come quello del manga: gli ultimi capitoli del fumetto, infatti, non hanno goduto di una trasposizione animata.

#### Edizione italiana
La prima serie animata Ranma ½ è arrivata in Italia nel 1995 grazie a una collaborazione tra Granata Press e Doro TV Merchandising: la prima commissionò l'adattamento dei primi 26 episodi per una distribuzione in VHS sulla collana Anime video, eseguito presso la SD Cinematografica, diretto da Cinzia De Carolis e Fabrizio Mazzotta e dialogato da quest'ultimo, Paola Anzelotti, Giovanna Rotellini e Stefano Marinello. Dopo il fallimento della casa editrice, Dynamic Italia curò il doppiaggio degli episodi seguenti, fino al 50, con lo stesso cast vocale, diretto da Mazzotta presso la Coop. Eddy Cortese di Roma, su dialoghi di Luciano Setti, ne continuò la pubblicazione in cassetta. Doro TV Merchandising si occupò invece della distribuzione di questi primi cinquanta episodi a diverse televisioni locali in una versione leggermente censurata e incompleta: la prima trasmissione via etere fu ad opera della tv romana GBR nel 1995. Esistono altre due edizioni in VHS dei primi 50 episodi, pubblicate rispettivamente da Hobby & Work e Multivideo su licenza Doro TV, che propongono però la versione televisiva censurata.
Per quanto riguarda il seguito della serie, Doro TV commissionò il doppiaggio degli episodi dal 51 in poi alla società CRC con la direzione di Fabrizio Gargiulo, e a partire dal settembre 1996 fino al 1998 avvenne la prima trasmissione televisiva quasi completa, all'interno del contenitore Zap Zap (in seguito Zap Zap TV) in onda su Telemontecarlo, col titolo Ranma. In particolare, Zap Zap trasmise e replicò inizialmente i primi 50 episodi e poi, dall'autunno 1997, mandò in onda le puntate successive appena doppiate, fino al termine della serie. Alcuni di questi nuovi episodi vennero però saltati per motivi di censura. In contemporanea, Dynamic Italia commissionò un ulteriore doppiaggio degli episodi dal 51 in poi, che venne pubblicato direttamente in numerose VHS contenenti 3 puntate l'una e con i titoli Le nuove avventure di Ranma ½ (episodi 51-116) e Ranma ½ - Gli scontri decisivi (dall'episodio 117). Questo adattamento fu prodotto dallo stesso studio di doppiaggio del precedente blocco di episodi diretto sempre da Mazzotta. L'edizione Dynamic venne tuttavia bruscamente interrotta nel 1999 all'episodio 125 e mai ripresa.
Dal 1999 al 2003 Ranma ½, trasmessa con il doppiaggio Doro TV / Telemontecarlo, è stata uno dei programmi più importanti di Europa 7. Dal 2003 al 2005, invece, MTV ha trasmesso la versione integrale dell'anime con il doppiaggio Dynamic Italia, in contemporanea ripubblicata in DVD dalla Dynit. Durante la trasmissione su MTV è stata mantenuta la divisione nei tre blocchi Ranma ½ (primi 50 episodi), Le nuove avventure di Ranma ½ e Ranma ½ - Gli scontri decisivi, e sono stati recuperati gli episodi saltati nelle precedenti messe in onda: per gli episodi dal 126 in poi si è però dovuta utilizzare l'edizione di Telemontecarlo, per mancanza di un doppiaggio alternativo. Nel 2005 la serie è stata distribuita in DVD da Fabbri Editore. Nel 2007 Dynit ha distribuito due cofanetti contenenti i DVD dei primi 50 episodi.
In conclusione, per i primi 50 episodi esiste una sola traccia italiana (sia le televisioni locali sia TMC hanno trasmesso la stessa versione, censurando le scene ritenute inidonee). Per i restanti (51-161) esistono due doppiaggi diversi:
- quello prodotto da Dynamic, che lascia quasi inalterato il cast dei primi episodi, gode di un adattamento fedele all'originale, è privo di censure e le scritte giapponesi sono state tradotte quando possibile. Questa edizione arriva fino all'episodio 125;
- l'altra versione, della Doro TV, registrata alla CRC di Roma e trasmessa da TMC dopo che ebbe mandato i primi 50 episodi, è invece generalmente ritenuta di qualità inferiore non solo per la presenza di censure, ma anche per la presenza di numerosi errori di traduzione. In questa versione, inoltre, gli ideogrammi dei cartelli di Genma e i credits delle varie sigle giapponesi non sono stati tradotti, molti riferimenti al Giappone sono stati modificati (per esempio gli okonomiyaki sono stati adattati in crèpes oppure gli onigiri in panini e così via) e il nome di Cologne è diventato Colomba. Questa edizione copre gli episodi 51-161 e, di fatto, è l'unico doppiaggio degli episodi che vanno dal 126 in poi. Tuttavia alcune puntate vengono saltate, e a causa dell'interruzione della versione Dynamic, non esiste alcun doppiaggio italiano dell'episodio 136: esso è stato trasmesso solo su MTV e poi pubblicato in DVD in lingua originale con sottotitoli.

### OAV

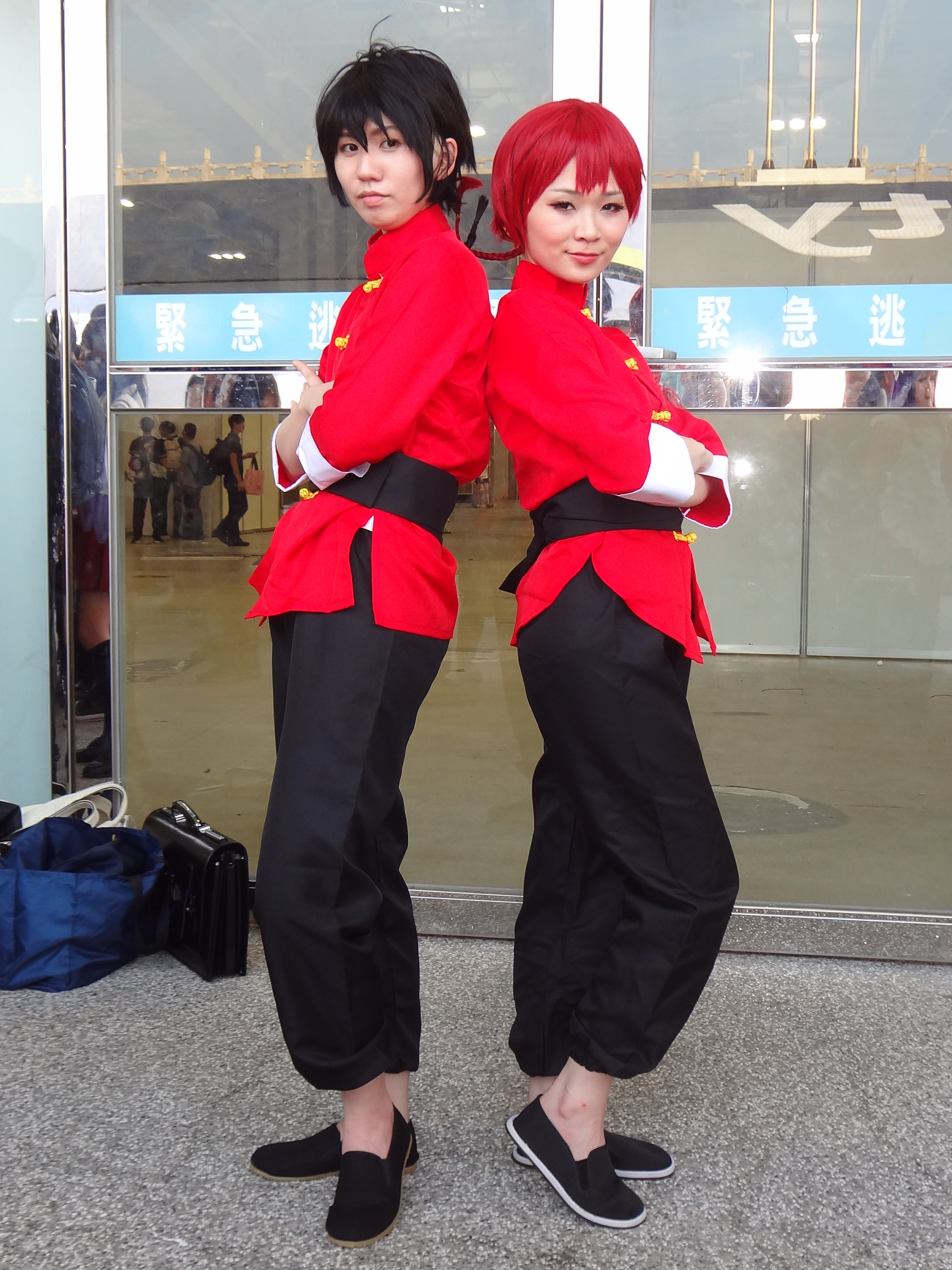
Cosplayer del protagonista ragazzo e ragazza

### Film
- Ranma ½: Le sette divinità della fortuna (らんま½ ～中国寝崑崙大決戦！掟やぶりの激闘篇！！～?, Ranma ½: Chuugoku Nekonron daikessen! Okite yaburi no gekitou hen!!), uscito nel 1991. Il film è conosciuto sul mercato internazionale con il titolo Ranma ½: Big Trouble in Nekonron, China, parodia del titolo del film Big Trouble in Little China (in italiano Grosso guaio a Chinatown) di John Carpenter. In Italia è stato pubblicato in VHS e DVD dalla Dynamic Italia.
- Ranma ½: La sposa dell'isola delle illusioni (らんま½ 決戦桃幻郷！花嫁を奪りもどせ！！?, Ranma ½: Kessen tougenkyou! Hanayome wo torimodose!), uscito nel 1992. Il film è conosciuto sul mercato internazionale con il titolo Ranma ½: Nihao My Concubine, parodia del titolo del film Addio mia concubina. In Italia è stato pubblicato in VHS e DVD dalla Dynamic Italia.
- Ranma ½: Ranma contro la leggendaria fenice (らんま½ 超無差別決戦！乱馬チームＶＳ伝説の鳳凰?), uscito nel 1994. È basato sui capitoli 301-302 del manga. Il titolo internazionale con cui è stato distribuito è Ranma ½: One Flew Over the Kuno's Nest, parodia del titolo del film Qualcuno volò sul nido del cuculo. In Italia è stato pubblicato su VHS e DVD dalla Dynamic Italia.

### Colonna sonora
Le musiche della serie del 1989 sono di Kenji Kawai, già autore delle musiche di Maison Ikkoku, il precedente lavoro della Takahashi.

#### Sigle
| Sigle di apertura | Sigle di apertura                                                   | Sigle di apertura | Sigle di apertura |
| #                 | Titolo                                                              | Artista           | Episodi           |
| ----------------- | ------------------------------------------------------------------- | ----------------- | ----------------- |
| 1                 | Jajauma ni sasenaide (じゃじゃ馬にさせないで?)                      | Etsuko Nishio     | 1-18              |
| 2                 | Little★Date (リトル★デイト?)                                        | Ribbon            | 25-41             |
| 3                 | Omoide ga ippai (思い出がいっぱい?)                                 | DoCo              | 41-63             |
| 4                 | Zettai! Part 2 (絶対！Ｐａｒｔ２?)                                  | Yoshie Hayasaka   | 64-87             |
| 5                 | Chikyū Orchestra (地球オーケストラ?)                                | KUSU KUSU         | 88-117            |
| 6                 | Mou nakanaide (もう泣かないで?)                                     | Azusa Senou       | 118-135           |
| 7                 | Love Seeker CAN'T STOP IT (ラヴ・シーカー ＣＡＮ'Ｔ ＳＴＯＰ ＩＴ?) | VisioN            | 136-161           |

| Sigle di chiusura | Sigle di chiusura | Sigle di chiusura                  | Sigle di chiusura |
| #                 | Titolo | Artista                            | Episodi           |
| ----------------- | --- | ---------------------------------- | ----------------- |
| 1                 | Platonic tsuranuite (プラトニックつらぬいて?)                                                                         | Kaori Sakagamai                    | 1-13              |
| 2                 | EQUAL Romance (ＥＱＵＡＬロマンス?)                                                                                   | CoCo                               | 14-18             |
| 3                 | Do-n-ma-i rairai shōnen ~Don't mind lay-lay-Boy~ (ド・ン・マ・イ来々少年～Ｄｏｎ'ｔ ｍｉｎｄ ｌａｙ–ｌａｙ–Ｂｏｙ～?) | Estuko Nishio                      | 19-41             |
| 4                 | Lambada☆RANMA (乱馬ダ☆ＲＡＮＭＡ?)                                                                                    | Ranma teki ka gekidan go ikkō-sama | 42-56             |
| 5                 | Present (プレゼント?)                                                                                                 | Tōkyō Shōnen                       | 57-72             |
| 6                 | Friends (フレンズ?)                                                                                                   | YAWMIN                             | 73-87             |
| 7                 | Hinageshi (ひなげし?)                                                                                                 | Michiyo Nakajima                   | 88-117            |
| 8                 | POSITIVE | Miho Morikawa                      | 118-135           |
| 9                 | Niji no taiyō no oka (虹と太陽の丘?)                                                                                  | Piyo Piyo                          | 136-161           |

In Italia, durante la prima messa in onda dei primi 50 episodi sulle televisioni locali fu usata la sigla Ranma Ranma, cantata da Massimiliano Alto e Monica Ward (i doppiatori rispettivamente di Ranma ragazzo e Ranma ragazza) su un arrangiamento di Jajauma ni sasenaide, con i video delle sigle originali e i crediti in italiano. La trasmissione su TMC propose inizialmente una sigla italiana interamente diversa dalle originali, intitolata Ranma e cantata da Antonio Galbiati, e la utilizzò per i primi 50 episodi e anche per alcune puntate del blocco successivo: tuttavia in seguito le sigle vennero tagliate o sostituite dalle originali giapponesi. Le repliche e le pubblicazioni successive usano solo le sigle originali.
| Sigle di apertura e chiusura dell'edizione italiana | Sigle di apertura e chiusura dell'edizione italiana | Sigle di apertura e chiusura dell'edizione italiana                    | Sigle di apertura e chiusura dell'edizione italiana |
| #                                                   | Titolo                                              | Artista                                                                | Episodi                                             |
| --------------------------------------------------- | --------------------------------------------------- | ---------------------------------------------------------------------- | --------------------------------------------------- |
| 1                                                   | Ranma Ranma                                         | Massimiliano Alto e Monica Ward                                        | 1-50 (TV locali)                                    |
| 2                                                   | Ranma                                               | Antonio Galbiati, Fabrizio Berlincioni (testo) e Silvio Amato (musica) | 1-? (TMC)                                           |

#### Sigla di apertura (OAV)
- Koi da! Panic! (恋だ！パニック? lett. "È amore! Panic"), di YAWMIN (OAV 1-6)
- Bokutachi wa kore kara (僕たちはこれから? lett. "Da adesso noi"), delle DoCo (OAV 7)
- Jugyōchū no shōgakkō (授業中の小学校? lett. "Nel mezzo della scuola elementare"), delle DoCo (OAV 8)
- Kagayaku sora to kimi no koe (かがやく空ときみの声? lett. "Il cielo luminoso e la tua voce"), delle DoCo (OAV 9)
- Omoide ga ippai (思い出がいっぱい? lett. "Pieno di ricordi"), delle DoCo (OAV 10)
- Fukuzatsuna ryō omoi (フクザツな両想い? lett. "Amore reciproco complesso"), delle DoCo (OAV 11)
- Danger Zone (lett. "Zona pericolosa"), di Heartcharge (OAV 12)

#### Sigla di chiusura (OAV)
- Ranma to Akane no ballad (乱馬とあかねのバラード? lett. "Ballad di Ranma e Akane"), di Kappei Yamaguchi (Ranma ragazzo) e Noriko Hidaka (Akane) (OAV 1-6)
- Kiyoku tadashii Christmas (清く正しいクリスマス? lett. "Christmas puro ed onesto"), delle DoCo (OAV 7)
- Akai kutsu no Sunday (赤い靴のＳｕｎｄａｙ? lett. "Sunday della scarpa rossa"), delle DoCo (OAV 8)
- Sukoshi dake sakamichi (少しだけ坂道? lett. "Una strada leggermente collinare"), delle DoCo (OAV 9)
- Koi ga hitotsu kiete shimatta no (恋がひとつ消えてしまったの? lett. "Una volta l'amore è sparito"), delle DoCo (OAV 10)
- Kare (彼? lett. "Fidanzato"), delle DoCo (OAV 11)

## Remake (serie 2024)
Una nuova serie televisiva, prodotta dallo studio Mappa, viene trasmessa in Giappone e in simulcast in tutto il mondo su Netflix dal 5 ottobre 2024.
L'anime è diretto da Kōnosuke Uda, con il character design di Hiromi Taniguchi e la colonna sonora di Kaoru Wada, già compositore delle musiche di Inuyasha. La prima sigla di apertura, intitolata Iinazukekkyun (許婚っきゅん? lett. "Fidanzati-kyun", dove “kyun” è l’onomatopea del cuore che batte per amore), è a cura della cantante Shimizu Ayano, in arte ano, mentre la prima sigla di chiusura, intitolata Anta nante (あんたなんて? lett. "E tu?"), è a cura di Riria.

## Live action
Nel 2011 è stato trasmesso uno special televisivo live action basato sul manga prodotto da Masataka Endo, ma con protagonista Akane e non Ranma.

## Videogiochi

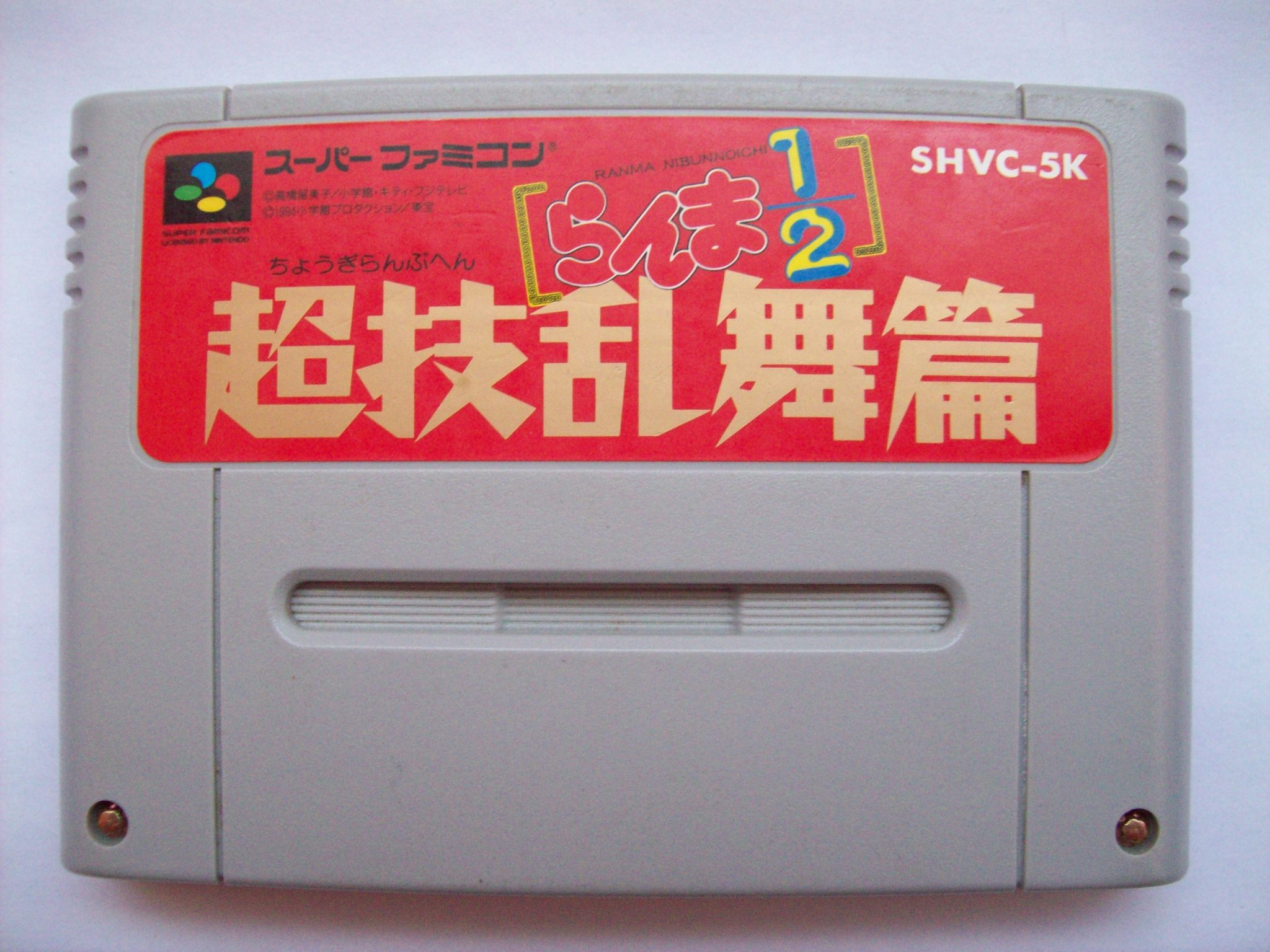
Videogioco di Ranma½

Sono stati prodotti alcuni videogiochi tratti dal cartone animato: 4 giochi di lotta (3 su Super Nintendo, almeno 2 messi in commercio in tutto il mondo e prodotti da Ocean di cui uno però ha usato personaggi fittizi, e 1 per PlayStation venduto solo in Giappone), 1 puzzle (per Super Nintendo, solo in Giappone) e 1 gioco di ruolo (sempre per Super Nintendo e venduto solo in Giappone; la rom fu poi tradotta in inglese).
- Ranma ½: Neighborhood Combat, picchiaduro a incontri pubblicato per Super Nintendo nel 1992
- Ranma ½: Hard Battle, picchiaduro a incontri pubblicato per Super Nintendo nel 1992
- Ranma ½: Super Battle, picchiaduro a incontri pubblicato per Super Nintendo nel 1994
- Ranma ½: Hidden Treasures of the Crimson Cats, videogioco di ruolo pubblicato per Super Nintendo nel 1993
- Ranma ½: Battle Renaissance, picchiaduro in 3D pubblicato per Play Station nel 1996

## Accoglienza
Al momento della sua uscita, nell'ottobre 1988, il quinto volume tankōbon superò il milione di copie vendute in meno di un mese. A ottobre 1989, la serie aveva oltre 10 milioni di copie in circolazione e oltre le 12 milioni a dicembre dello stesso anno. A ottobre 1992, la serie aveva superato le 30 milioni di copie.
Al 2006, a dieci anni dalla conslusione della serie, il manga ha venduto 49 milioni di copie, mentre nel 2011 ne ha vendute 53 milioni, risultando così il 38° manga di maggior successo della storia, nonché l'opera di maggior successo di Rumiko Takahashi. Ad aprile 2021, le copie vendute in Giappone sono salite a 55 milioni.

## Riconoscimenti
Nel 1997, in occasione dell'uscita della prima edizione Star Comics, la serie ha ottenuto alcuni premi all'INCA Winter '97.
- INCA Winter '97
  - Miglior soggetto (ex aequo con Finché morte non vi separi)
  - Miglior personaggio femminile protagonista ad Akane Tendo (Ranma ½ n.1 "Arriva Ranma!")
  - Miglior serie
  - Candidatura come miglior personaggio maschile protagonista a Ranma (Ranma ½ n.1 "Arriva Ranma!")
  - Candidatura come miglior personaggio maschile non protagonista a Ryoga (Ranma ½ n.5 "Il torneo Charlotte")
  - Candidatura come miglior personaggio femminile non protagonista a Shampoo (Ranma ½ n.6 "Akane vs Shan-pu")
  - Candidatura come miglior fumetto singolo (Ranma ½ n.1 "Arriva Ranma!")